# Mortal Kombat: Special Forces
Mortal Kombat: Special Forces é um jogo eletrônico beat 'em up de ação e aventura de 2000 desenvolvido e publicado pela Midway para PlayStation. Um spin-off da franquia Mortal Kombat, é o segundo título da série a não ser um jogo de luta competitivo e o primeiro spin-off em 3D. Situado antes do primeiro jogo, os jogadores controlam Jax enquanto ele persegue o líder criminoso Kano e sua gangue.
Special Forces passou por um desenvolvimento difícil devido ao co-criador da série John Tobias e outros membros da equipe deixarem a Midway antes que o jogo fosse concluído. A saída de Tobias levou a um corte significativo de conteúdo, incluindo a remoção de Sonya Blade como personagem jogável. Após o lançamento, o jogo foi criticado pelos críticos por seu design de nível ruim e jogabilidade tediosa, e é considerado um dos piores jogos de todos os tempos.